# Десанка Вучковић
Десанка Вучковић (Пирот 1900 - Ниш 1959) била је прва професионална глумица из Пирота. 

## Биографија
Рођена у Пироту 1900. године. Радила је као службеница поште у Скопљу, а глумом је почела да се бави 1921. године, као чланица путујуће дружине Михаила Лазића. Након тога је глумила у групи заједно са својим супругом Живојином Вучковићем. Била је прва професионална глумица из Пирота, каријеру није започела у родном граду, али ју је у њему завршила.

## Уметнички рад

### Глумачка остварења
Десанка је била члан Тимочко - косовског путујућег позоришта Николе Јоксимовића, а након тога и Градског позоришта у Битољу, као и Путујућег позоришта супруга Живојина Вучковића. У периоду од 1944. до 1948. године  радила је у Народном позоришту у Прокупљу. Након тога је све до пензионисања радила у Пироту. Ту је у првој сезони играла у представи "Женидба и удаја" Јована Стерије Поповића, у режији Мирослава Пауновића. У овој представи је играла Поповићеву мајку. У Нушићевој "Госпођи министарки", коју је и режирала, играла је Живку министарку. Имала је улоге и у адаптацијам Нушићевих дела "Протекција" и "Свет".

### Редитељска остварења
Режирала је Нушићеву "Госпођу министарку", у којој је играла и главну улогу. Од 1951. до 1952. године режирала је Сремчеву "Зону Замфирову", чиме је облежила 30 година уметничког рада. У Народном позоришту у Прокупљу, у којем је радила од 1944. до 1948. године, радила је и као режисерка.

### Комади са певањем
По позоришним комадима са певањем Десанка се посебно истицала, а неке од наиуспешнијих улога биле су у представи  "Сеоски лола", где је играла Јелку Чизмићку, као и улоге Васке и Доке у "Зони Замфировој, Коштане, Нере, Стане и Марте.
Имала је јак сопран и изузетно успешно тумачила улоге у комадима са певањем, па је том начину глуме остала верна до краја своје каријере. Критике су посебно истицале те њене улоге али је била запажена и као глумица у комедијама, а посебно онима из нишког живота.

## Улоге
Глумила је многе значајне улоге најпознатијих дела српских писаца.
- Коштана (Б. Станковић, Коштана)
- Јелка Чизмићева ( Е. Тот, Сеоска лола)
- Веска и Дока (С. Сремац, Зона Замфирова)
- Љубица и Живана ( Ј. Веселиновић)
- Стана (П. Петровић Пеција, Пљусак)
- Нера (М. Глишић, Подвала)

## Занимљивости
Десанка Вучковић била је супруга глумца Живојина Вучковића, такође глумца. Он је, због сарадње са окупаторима, стрељан 1944. године заједно са колегама, младим и талентованим глумцима.